# الغفيفات
الغفيفات قرية مغربية بإقليم تارودانت، تبعد عن مدينة اولاد تايمة بحوالي 12 كلم، تعتمد أساسا على النشاط الفلاحي عدد سكانها هو 15.548 نسمة ويوجد بها أكبر تاجر للمخدرات يدعى المحفوظ الحسيني يبيع في الفيض وهو يقوم برشوة رجال الدرك الملكي ويساعده كل من العوينة السكليس ويموله أحد أعضاء البرلمان (إحصاء 2004).